# 1G3B
1G3B är en musikgrupp från Närpes, Finland. 
Alla inspelningar, evenemang och webbsidor bekostas av bandet självt, och i och med den smala publik som dialektunderhållning för med sig har bandet insett att försäljning av skivor inte skulle ge nämnvärd vinst. 1G3B har därför valt att gratis tillhandahålla samtliga inspelningar via sina hemsidor.

## Biografi
Efter att i flera år satsat på musiken helhjärtat med varierande framgång, men dock utan det stora genombrottet, beslöt sig de grundande medlemmarna i 1G3B att, vid sidan om studierna, grunda en orkester med mindre storslagna mål och satsningar.
Efter att år 2000 ha spelat in en första demo och gjort ett uppträdande insåg man att det fanns ett förvånansvärt stort intresse för humoristiskt lagd dialektmusik ackompanjerad av litet tyngre musikstil.
1G3B:s kanske mest kända låt "Bråtas" var sommaren 2004 en av de mest önskade på Radio extrem. "Bråtas" gjordes även som video av YLE FST5 till programmet JOX. Det avsnittet visade sig bli det mest sedda avsnittet den säsongen.
1G3B har idag, under eget skivbolag producerat fem album, tre EP:n och fem singlar. Till Albumet "The Secret Brotherhood of 500 Tendren" år 2005 anhöll om och emottog bandet ett bidrag av Svenska kulturfonden. Bidraget var dock inte enbart beviljat för albumproduktionen utan också för andra utgifter i samband med hemsidan och den övriga planerade verksamheten.
I samband med konceptskivan "The Secret Brotherhood of 500 Tendren" föddes också idén om att agera ut handlingen i texterna under en spelning samt att föreviga detta på ett eller annat sätt. I samarbete med sveng.com, svenska kulturfonden och YLE producerades en drygt två timmar lång konsert som filmades och släpptes på DVD samt sändes som miniserie/dokumentär i två delar om en timme på YLE FST5 i juni 2007 samt som repris på hösten 2007. DVD:n såldes via sveng.com:s webbshop.
Av konserten gjordes även en Live-cd som släpptes på bandets hemsida.
1G3B har utfört en hel del spelningar i Finland och främst i södra Österbotten. De mest nämnvärda torde vara DVD-inspelningen på Kåren i Åbo och "Hallå det är Live" tillsammans med Nina Rochelle på Fontana i Vasa som också sändes direkt i rikstäckande radio.
Också värt att nämnas är deras årliga julkalendrar som nästan blivit en tradition i Svenskfinland. Luckorna innehåller korta humorinslag, oftast involverande personer med långa, pompösa namn (till exempel "Indrek-Booth Sorsa" eller "Professor Tandbärg"), och dialekt.

## Diskografi

### Album
- 2002 - Hong Kong (mp3)
- 2003 - Tranfeber (mp3)
- 2006 - The Secret Brotherhood of 500 Tendren (CDR)
- 2008 - Saninjen, Gåss (CDR)
- 2011 - En Vy över ett Hav (CD)

### Live
- 2007 - Fårileven & The Secret Brotherhood of 500 tendren (mp3)
- 2010 - 1G3B @ Shower Power (CDR)

### DVD
- 2007 - Fårileven & The Secret Brotherhood of 500 tendren

### EP
- 2005 - Pausmysik från Parkano
- 2016 - Spakäl

### Singlar
- 2006 - Eppel
- 2006 - Korvin Ruular
- 2020 - Striikarin
- 2020 - Satans Hexon (Ny release)
- 2021 - Allsångsjävel

### Samlingsalbum
- 2004 - Tomatrock (CD)